# Trømborg
Trømborg is een plaats in de Noorse gemeente Indre Østfold, fylke Østfold. Trømborg telt 303 inwoners (2007) en heeft een oppervlakte van 0,35 km².